# Ерик Баји
Ерик Бертран Баји (фр. Eric Bertrand Bailly; 12. април 1994) професионални је фудбалер из Обале Слоноваче који игра за Виљареал и за репрезентацију Обале Слоноваче. Углавном је централни дефанзивац, а може играти и као десни бек.
Професионалну каријеру започео је у шпанском Еспањолу, пре него што је прешао у Виљареал. Провео је две сезоне у клубу, а у јуну 2016. потписао је за Манчестер јунајтед. 
Дебитовао је 2015. године за селекцију Обале Слоноваче и помогао им да освоје тадашњи Афрички куп нација.

## Клупска каријера

### Еспањол
Рођен је у Бингервилу, а придружио се омладинском саставу Еспањола у децембру 2011, са 17 година. Приметио га је Емилио Монтагут из Еспањола након што је овај учествовао на омладинском турниру у Буркини Фасо, који је организовала шпанска компанија Promoesport. Дозволу за рад добио је тек у октобру следеће године и дебитовао је у сезони 2013/14. у резервном тиму у Трећој лиги Шпаније.
5. октобра 2014, Баји је дебитовао за свој први тим - Прва лигу Шпаније у фудбалу, долазећи као касна замена у победи од 2:0 код куће против ФК Реал Сосиједад. Недуго затим унапређен је у главни састав.

### Виљареал
Дана 29. јануара 2015, Баји је потписао уговор на пет и по година за шпанског прволигаша, Виљареал, за накнаду од 5,7 милиона евра. Дебитовао је за Жуту подморницу 22. фебруара, у победи над Ејбаром од 1 : 0. 
Дана 19. марта, Баји је дебитовао у Лиги Европе, у поразу од Севиље 2 : 1 у гостима. 
Дана 18. октобра 2015, Баји је добио црвени картон у мечу који је завршен поразом од 2 : 1 од Селте Виго. 

### Манчестер јунајтед
Дана 8. јуна 2016, Баји се придружио Манчестер јунајтеду у трансферу од 30 милиона фунти, потписавши четворогодишњи уговор, са могућношћу продужетка истог на две године. Био је први играч који се придружио клубу под вођством Жозеа Мориња. 
Свој деби имао је 7. августа против Лестера на Вемблију када су освојили тадашњи Комјунити шилд. После недељу дана, поново је проглашен играчем утакмице у свом дебију у Премијер лиги (победа од 3 : 1 против Борнмута). 
Изгласан је за играча месеца августа у Манчестер јунајтеду. Разговарајући са MUTV, рекао је: „Награде са утакмице су нешто о чему нисам размишљао, али добио сам их напорним радом који сам уложио. Надам се да ћу их добити још више у недељама које су пред нама.” 
Дана 19. августа 2017, Баји је постигао свој први гол у сениорској каријери, први за Јунајтед у победи над Свонзијем 4 : 0. Дана 8. новембра 2017, Баји је задобио повреду чланка, због чега је паузирао 100 дана, а вратио се на терен 16. фебруара следеће године.
У јулу 2019, Баји је током предсезоне опет задобио повреду и није играо још четири месеца. Вратио се на терен 10. јануара 2020, када је играо против Њукасла. Седамнаестог јануара исте године, Баји је продужио угов с Јунајтедом на две године, тиме се везавши за клуб до краја сезоне 2021/22. 

## Интернационална каријера
29. децембра 2014. Бејли је укључен у састав Хервеа Ренарда са још 23 човека за Афрички куп нација 2015. године. Дебитовао је 11. јануара 2015. у пријатељској утакмици против Нигерије, и током свих такмичења наступио је у свих шест мечева.
Баји је поново именован за Афрички куп нација 2017. у Габону. Играо је у све три утакмице у кампањи која је завршена у групној фази.
Октобра 2018. године, постигао је свој први међународни гол у победи над Централноафричком Републиком у квалификацијама за Куп афричких нација 2019.
У априлу 2019. године задобио је повреду колена што га је искључило за предстојећи Афрички куп нација.

## Статистика каријере

### Клуб
Ажурирано након меча одиграног 19. јуна 2020.
| Клуб               | Сезона            | Лига               | Лига    | Лига   | Национални куп | Национални куп | Лига куп | Лига куп | Европа  | Европа | Остало  | Остало | Укупно  | Укупно |
| Клуб               | Сезона            | Дивизија           | Наступа | Голова | Наступа        | Голова         | Наступа  | Голова   | Наступа | Голова | Наступа | Голова | Наступа | Голова |
| ------------------ | ----------------- | ------------------ | ------- | ------ | -------------- | -------------- | -------- | -------- | ------- | ------ | ------- | ------ | ------- | ------ |
| Еспањол Б          | 2013/14.          | Трећа лига Шпаније | 20      | 0      | —              | —              | —        | —        | —       | —      | —       | —      | 20      | 0      |
| Еспањол Б          | 2014/15.          | Трећа лига Шпаније | 1       | 0      | —              | —              | —        | —        | —       | —      | —       | —      | 1       | 0      |
| Еспањол Б          | Укупно            | Укупно             | 21      | 0      | —              | —              | —        | —        | —       | —      | —       | —      | 21      | 0      |
| Еспањол            | 2014/15.          | Прва лига Шпаније  | 5       | 0      | 0              | 0              | —        | —        | —       | —      | —       | —      | 5       | 0      |
| Виљареал           | 2014/15.          | Прва лига Шпаније  | 10      | 0      | 0              | 0              | —        | —        | 2       | 0      | —       | —      | 12      | 0      |
| Виљареал           | 2015/16.          | Прва лига Шпаније  | 25      | 0      | 3              | 0              | —        | —        | 7       | 1      | —       | —      | 35      | 1      |
| Виљареал           | Укупно            | Укупно             | 35      | 0      | 3              | 0              | —        | —        | 9       | 1      | —       | —      | 47      | 1      |
| Манчестер јунајтед | 2016/17.          | Премијер лига      | 25      | 0      | 0              | 0              | 1        | 0        | 11      | 0      | 1       | 0      | 38      | 0      |
| Манчестер јунајтед | 2017/18.          | Премијер лига      | 13      | 1      | 2              | 0              | 0        | 0        | 3       | 0      | 0       | 0      | 18      | 1      |
| Манчестер јунајтед | 2018/19.          | Премијер лига      | 12      | 0      | 1              | 0              | 1        | 0        | 4       | 0      | —       | —      | 18      | 0      |
| Манчестер јунајтед | 2019/20.          | Премијер лига      | 3       | 0      | 1              | 0              | 0        | 0        | 2       | 0      | —       | —      | 6       | 0      |
| Манчестер јунајтед | Укупно            | Укупно             | 53      | 1      | 4              | 0              | 2        | 0        | 20      | 0      | 1       | 0      | 80      | 1      |
| Укупно у каријери  | Укупно у каријери | Укупно у каријери  | 114     | 1      | 7              | 0              | 2        | 0        | 29      | 1      | 1       | 0      | 153     | 2      |

1. 1 2 3 4  Наступи у Лиги Европе.
2. 1 2  Наступи у Лиги шампиона.

### Репрезентација
Ажурирано након меча одиграног 23. марта 2019.
| Национални тим  | Година | Наступа | Голова |
| --------------- | ------ | ------- | ------ |
| Обала Слоноваче | 2015.  | 12      | 0      |
| Обала Слоноваче | 2016.  | 5       | 0      |
| Обала Слоноваче | 2017.  | 11      | 0      |
| Обала Слоноваче | 2018.  | 5       | 1      |
| Обала Слоноваче | 2019.  | 1       | 1      |
| Укупно          | Укупно | 34      | 2      |

### Међународни голови
На утакмици одиграној 23 марта 2019. Голови Обале Слоноваче су на првом месту. Колона „Гол” означава резултат након Бајиовог поготка.
| Бр. | Датум         | Место                                                  | Противник                  | Гол   | Резултат | Такмичење                                 |
| --- | ------------- | ------------------------------------------------------ | -------------------------- | ----- | -------- | ----------------------------------------- |
| 1   | 12 окт. 2018. | Stade Bouaké, Bouaké, Обала Слоноваче                  | Централноафричка Република | 2 : 0 | 4 : 0    | Квалификације за Афрички куп нација 2019. |
| 2   | 23 март 2019. | Stade Félix Houphouët-Boigny, Abidjan, Обала Слоноваче | Руанда                     | 2 : 0 | 3 : 0    | Квалификације за Афрички куп нација 2019. |

## Успеси
Манчестер јунајтед
- Енглески Лига куп: 2016/17.[27]
- Комјунити шилд: 2016.[28]
- Лига Европе: 2016/17.[29]

Обала Слоноваче
- Афрички куп нација: 2015.[30]

Индивидуални
- CAF Team of the Year: 2016, 2017, 2018.
- UEFA Europa League Squad of the Season: 2016/17.